# Loge Coustos-Villeroy
La loge Coustos-Villeroy fut la première loge de francs-maçons andersonniens fondée à Paris en 1736 par Jean Coustos.

## Historique
La loge Coustos-Villeroy se réunissait à La Ville de Tonnerre, rue des Boucheries, Faubourg Saint Germain.
Cette loge groupait une douzaine de Français et 41 maçons étrangers. Elle a été fermée en 1737 au moment de l’interdiction de la franc-maçonnerie par le cardinal Fleury, principal ministre de Louis XV. Ses archives saisies par le magistrat Joly de Fleury constituent un fonds important sur la naissance de la franc-maçonnerie en France.

## Source
- Daniel Ligou, Dictionnaire de la Franc-Maçonnerie, PUF 1991